# Ceriana dilatipes
Ceriana dilatipes är en tvåvingeart som först beskrevs av Enrico Adelelmo Brunetti 1929.  Ceriana dilatipes ingår i släktet griffelblomflugor, och familjen blomflugor.
Artens utbredningsområde är Zimbabwe. Inga underarter finns listade i Catalogue of Life.